# Одівелаш (станція метро)
38°47′36″ пн. ш. 9°10′23″ зх. д. / 38.79333° пн. ш. 9.17306° зх. д.
Одів́елаш (порт. Odivelas) — станція Лісабонського метрополітену. Знаходиться у місті Одівелаші (передмісті Лісабона), в Португалії. Розташована на Жовтій лінії (або Соняшника), кінцева. Сусідня станція — «Сеньйор-Роубаду». Станція берегового типу, наземна естакадна. Введена в експлуатацію 27 березня 2004 року в рамках пролонгації метрополітену у північному напрямку до міста Одівелаша. Належить до другої зони, вартість проїзду в яку становить 1,05 євро.
Назва станції відповідає назві міста, де вона локалізована. Станція «Одівелаш» є однією з трьох станцій Лісабонського метро, що розташовані поза містом Лісабоном (інші дві — «Амадора-Еште» і «Алфорнелуш»).

## Опис
За внутрішньою декорацією станція нагадує інші 4 станції цього відрізку Жовтої лінії («Кінта-даш-Коншаш», «Луміар», «Амейшоейра», «Сеньйор-Роубаду»), оскільки усі вони були побудовані і введені в дію в один і той же час. За архітектурою станція є унікальною у місті, оскільки її два вестибюлі знаходяться як над так і під коліями і посадочними платформами. Архітектор — Paulo Brito da Silva, художні роботи виконав Álvaro Lapa. Станція має лише два вестибюлі (верхній і нижній), які мають три головних виходи на поверхню. Як і інші сучасні станції міста, має ліфти для людей з фізичним обмеженням. На станції заставлено тактильне покриття. 

## Режим роботи[5]
Відправлення першого поїзду відбувається з кінцевих станцій лінії:
- ст. «Рату» — 06:30
- ст. «Одівелаш» — 06:30

Відправлення останнього поїзду відбувається з кінцевих станцій лінії:
- ст. «Рату» — 01:00
- ст. «Одівелаш» — 01:00

## Галерея зображень

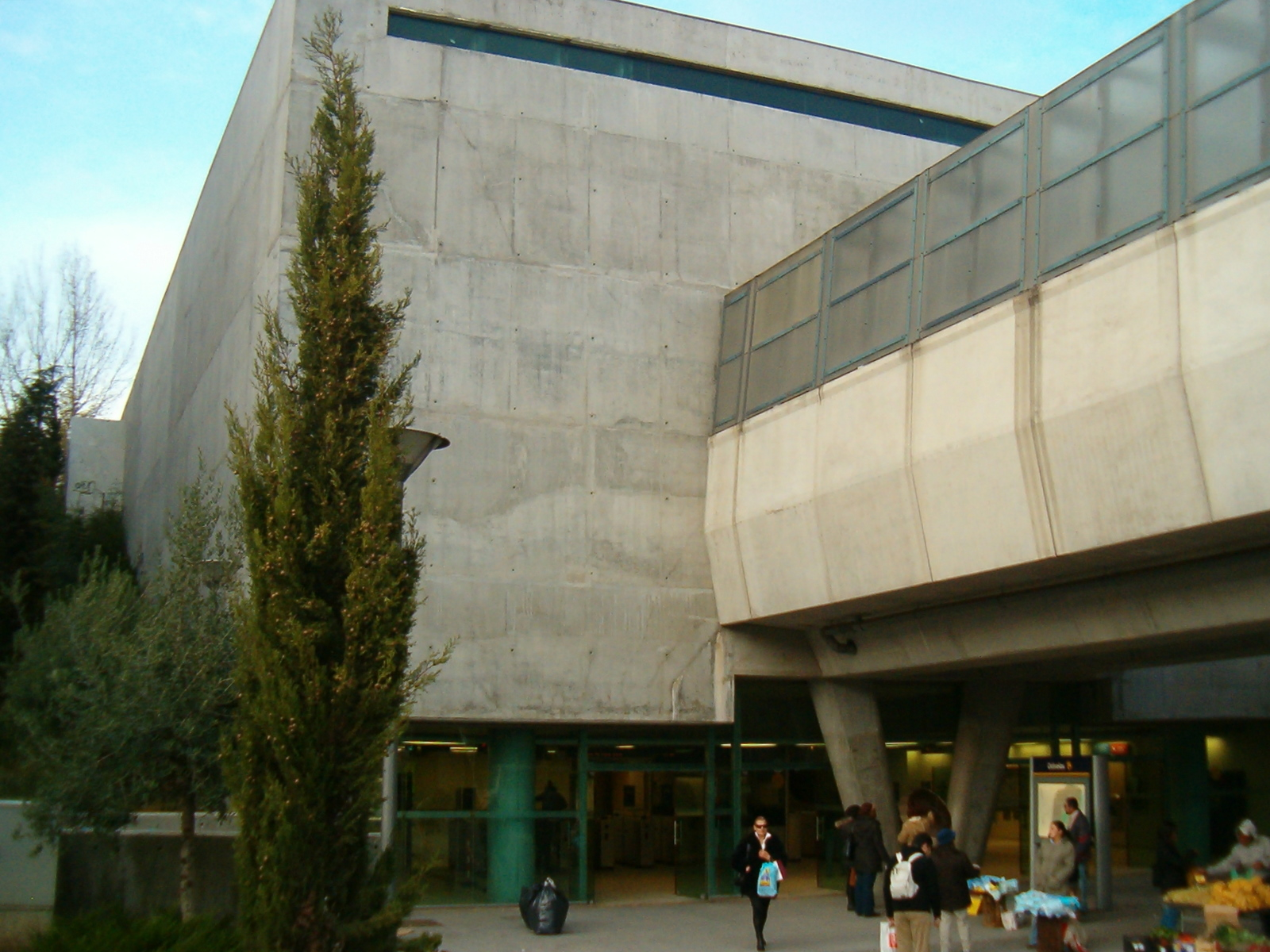
Вигляд станції з вулиці
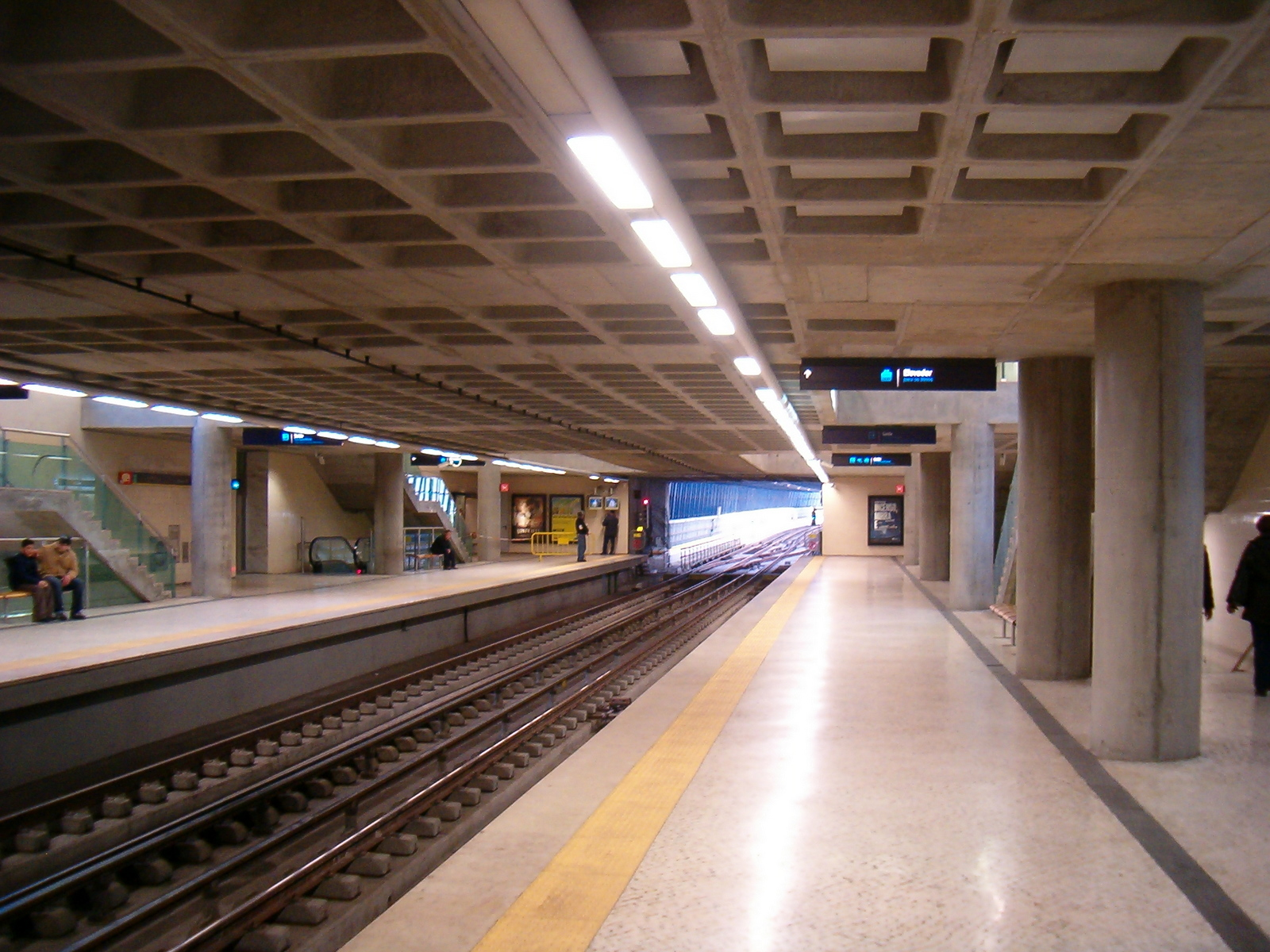
Головна зала і посадкові платформи станції
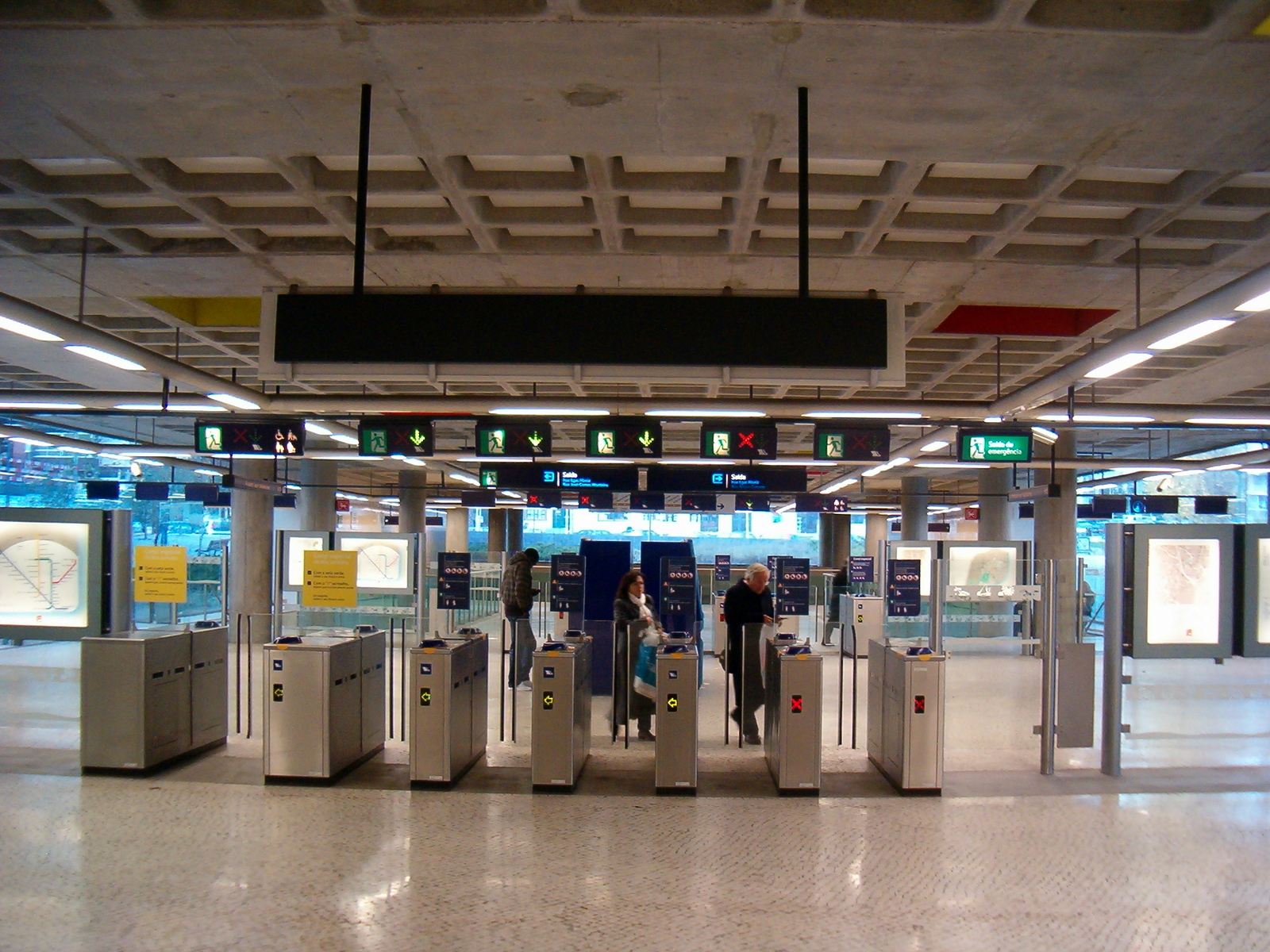
Пропускні турнікети верхнього вестибюля
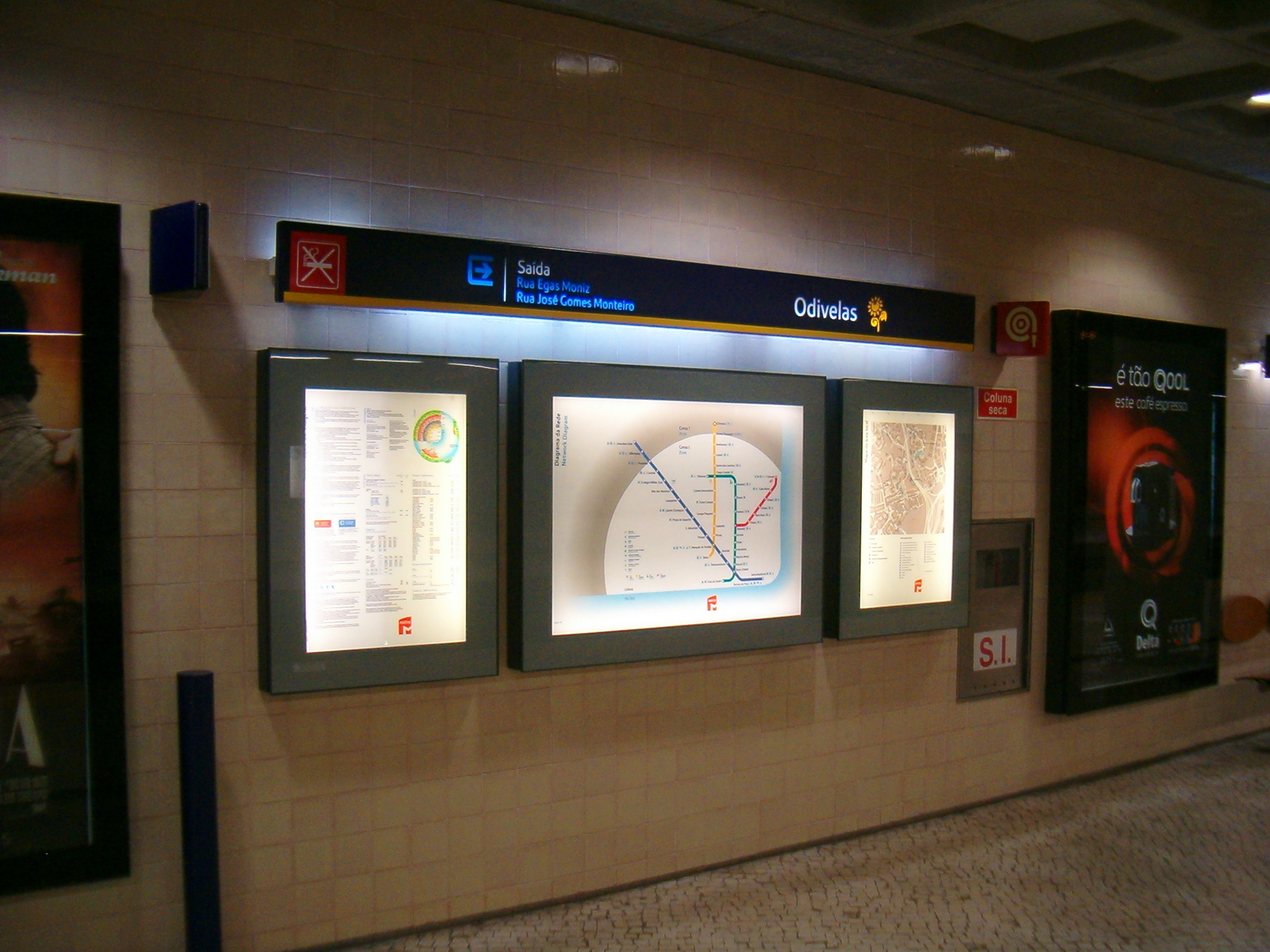
Інформаційне табло на посадковій платформі